# Blythia reticulata
Blythia reticulata är en ormart som beskrevs av Blyth 1854. Blythia reticulata ingår i släktet Blythia och familjen snokar. Internationella naturvårdsunionen kategoriserar arten globalt som otillräckligt studerad. Inga underarter finns listade.
Arten var länge ensam i släktet Blythia och 2017 beskrevs en ny art, Blythia hmuifang.
Denna orm är med en längd upp till 75 cm liten. Den förekommer i norra Indien, Myanmar och södra Kina. Antagligen lever arten främst underjordisk. I utbredningsomrdet förekommer främst bergsskogar.